# Julien Lorthioir
Pour les articles homonymes, voir Lorthioir.
Julien Lorthioir, né le 18 novembre 1983, est un footballeur français qui jouait au poste d'attaquant.

## Biographie
Julien Lorthioir appartient à la génération 1983 du centre de formation du Stade Malherbe, aux côtés de Reynald Lemaître et Bruno Grougi notamment, qui accède à la finale de la Coupe Gambardella 2000-2001. Il achève sa formation au Stade Malherbe de Caen avant de signer professionnel en 2002, au CS Sedan Ardennes en Ligue 1.
Lorthioir débute en Ligue 1 le 10 mai 2003 contre le SC Bastia, comme titulaire. Le club est à ce moment-là, déjà condamné à la Ligue 2. Il inscrit son premier but en professionnel, le 3 décembre 2003 contre le Clermont Foot en Ligue 2. En 2005, son contrat n'est pas prolongé, et Julien rejoint le Tours FC en National.
Après une saison en demi-teinte à Tours et une saison blanche au chômage, Lorthioir s'engage au Rodez Aveyron Football en National.
Après deux saisons en National de bonne facture avec Rodez, il décide en 2009 de relever le chalenge parisien, en signant au Paris FC. Mais en 25 matchs de championnat, il ne trouve pas le chemin des filets, et finalement décide de revenir au Rodez AF le 24 juin 2010.

## Statistiques en championnat
| Année     | Équipe            | Championnat | Matchs | Buts |
| --------- | ----------------- | ----------- | ------ | ---- |
| 2001-2002 | SM Caen           | CFA         | -      | -    |
| 2002-2003 | CS Sedan Ardennes | Ligue 1     | 2      | 0    |
| 2003-2004 | CS Sedan Ardennes | Ligue 2     | 14     | 1    |
| 2004-2005 | CS Sedan Ardennes | Ligue 2     | 17     | 1    |
| 2005-2006 | Tours FC          | National    | 19     | 2    |
| 2006-2007 | sans club         |             |        |      |
| 2007-2008 | Rodez AF          | National    | 33     | 7    |
| 2008-2009 | Rodez AF          | National    | 27     | 10   |
| 2009-2010 | Paris FC          | National    | 25     | 0    |
| 2010-2011 | Rodez AF          | National    | 37     | 9    |
| 2011-2012 | Rodez AF          | CFA         | ??     | ?    |
| 2012-2013 | Rodez AF          | CFA         | ??     | ?    |
| 2013-2014 | Rodez AF          | CFA         | ??     | ?    |